# Карсак, Екатерина Евгеньевна
Екатерина Евгеньевна Карсак (укр. Катерина Євгенівна Карсак; род. 26 декабря 1985, Одесса) — украинская легкоатлетка, специалистка по метанию диска. Выступала на профессиональном уровне в 2001—2014 годах, обладательница бронзовой медали Всемирной Универсиады, чемпионка Европы среди молодёжи, четырёхкратная чемпионка Украины, победительница и призёрка ряда крупных международных турниров, участница двух летних Олимпийских игр. Мастер спорта Украины международного класса.

## Биография
Екатерина Карсак родилась 26 декабря 1985 года в Одессе, Украинская ССР. Занималась лёгкой атлетикой в местной секции под руководством своего отца Евгения Валерьяновича Карсака, позднее также была подопечной Юрия Григорьевича Билонога. Окончила Одесскую государственную академию строительства и архитектуры.
Впервые заявила о себе на международном уровне в сезоне 2001 года, когда вошла в состав украинской сборной и выступила на юношеском мировом первенстве в Дебрецене, где в зачёте метания диска стала четвёртой. Также в этом сезона заняла второе место на Европейских юношеских олимпийских днях в Мурсии.
В 2004 году метала диск на юниорском мировом первенстве в Гроссето, в финал не вышла.
В 2005 году завоевала бронзовую награду на молодёжном европейском первенстве в Эрфурте.
В 2006 году одержала победу на чемпионате Украины в Киеве, стала четвёртой на чемпионате Европы в Гётеборге.
В 2007 году стала второй в молодёжной категории на Кубке Европы по зимним метаниям в Ялте, на турнире в Донецке защитила звание чемпионки Украины, тогда как на молодёжном европейском первенстве в Дебрецене превзошла всех соперниц и показала лучший результат за всю историю соревнований — 64,40 метра. В завершение сезона — метала копьё на чемпионате мира в Осаке.
Благодаря череде успешных выступлений в 2008 году удостоилась права защищать честь страны на летних Олимпийских играх в Пекине — на предварительном отборочном этапе метнула диск на 58,61 метра, чего оказалось недостаточно для выхода в финал.
Будучи студенткой, в 2009 году представляла Украину на Всемирной Универсиаде в Белграде, где в программе метания диска завоевала бронзовую награду. Кроме того, выиграла национальное первенство в Ялте, выступила на чемпионате мира в Берлине.
В 2010 году среди прочего была лучшей на зимнем чемпионате Украины в Ялте, на Кубке Украины в Ялте и на летнем чемпионате Украины в Донецке. Показала третий результат на командном чемпионате Европы в Бергене, метала диск на чемпионате Европы в Барселоне.
В 2011 году выиграла личный зачёт метания диска на командном чемпионате Европы в Стокгольме, выступила на чемпионате мира в Тэгу.
В 2012 году участвовала в чемпионате Европы в Хельсинки и в Олимпийских играх в Лондоне, где в метании диска с результатом 58,64 вновь не смогла выйти в финал.
Завершила спортивную карьеру по окончании сезона 2014 года.
За выдающиеся спортивные достижения удостоена почётного звания «Мастер спорта Украины международного класса».